# Theodor Thenn
Theodor Thenn (* 28. Januar 1842 in Augsburg; † 4. November 1919 in Beilngries) war ein deutscher Mediziner, Heimatforscher und Archäologe.

## Leben
Thenn studierte Medizin in Erlangen und Berlin, promovierte 1867 und war ab 1868 als praktischer Arzt, ab 1889 als Bezirksarzt tätig. Ab 1905 führte er den Titel „Medizinalrat“, 1915 ging er in den Ruhestand. 1904 wurde er für seine Verdienste zum Ehrenbürger von Beilngries ernannt.

## Leistungen
Thenn war der typische Fall eines „Heimathirschen“, der mit großem Aufwand aber ohne wissenschaftliche Methodik archäologischen Ausgrabungen vornahm. Seine Publikationen erfolgten teilweise anonym oder erst aus dem Nachlass. Trotz dieser formellen Mängel erlangte er großes Ansehen und breite Resonanz. Anfängliche Kritik von Seiten der wissenschaftlichen Archäologie wurde später relativiert. Vielmehr waren seine umfangreichen Funde mit ein Grund, weshalb die Aufmerksamkeit der wissenschaftlichen Archäologie sich in der Nachkriegszeit auf die Landschaft um Beilngries richtete.

## Werke
- (Anonym.) Die Judenburg bei Beilngries. Eine altgermanische Opferstätte. (Artikelserie) In: Beilngrieser Wochenblatt, Jg. 1899, Nr. 187, 195, 207, 215f., 227, 239, 247, 259, 275. Erneut, nun mit Namensnennung: Beilngrieser Wochenblatt, 1921.
- Geschichtliche Mittelungen über die Schützengesellschaft Beilngries. Nach dem städtischen Baumeister-, Steuer- und Kommunalrechnungen, dann den Rats- und Magistratssitzungsprotokollen zusammengestellt von Medizinalrat Dr. Thenn. Beilngries: M.W. Bauer 1906
- Der 19. Mai 1633. Eine Episode aus der Geschichte des Stadt Beilngries im dreißigjährigen Kriege. Aus den Niederschriften des Medizinalrats Dr. Thenn. In: Beilngrieser Wochenblatt, 1921.
- Das ehem. Landgericht Hirschberg. Aus den Niederschriften des Medizinalrats Dr. Thenn. (Artikelserie) In: Beilngrieser Wochenblatt, 1921.